# 北碑
北碑（ほくひ）は、中国の南北朝時代、北魏を中心に彫られた北朝の金石文の総称。対義語は「南帖」（なんじょう）。北魏に多く制作されたことから魏碑とも呼ばれることがある。
清代の考証学者・阮元の唱えた「北碑南帖論」に由来する語である。実際には南北朝時代の書は完全に南北には分かれないというのが現在の見解であるが、今も北朝側の書蹟を総称する端的な言葉として一般的に用いられている。

## 概要
北方異民族に追われて西晋が滅亡し、南方に東晋として逃れてから、中国の書道は隋の統一までの間、ほぼ250年以上にわたって南北に分かれ、それぞれが独自の手段や個性をもって書道を発展させていった。
書蹟の残し方は大きく違い、南朝では建碑が厳重に禁じられたせいもあり、紙によって多くの書蹟が法帖として残されたが、北朝では写経を除き昔ながらの金石文として残された。これらの金石文類を総称して「北碑」と称する。その数は極めて多豊富な史料を提供している。
北碑の造営は北魏が最も多いが、北魏の解体によって成立した東魏やさらに王朝交替した北斉・北周にも存在する。また場合によっては、隋を北朝の王朝とみなす考え方から、隋代のものを含めることもある。

## 種類
北碑の種類はその絶対数が多いため、極めて多岐にわたる。以下、種類を挙げながら代表的なもの二三を紹介する。

### 碑
北碑では顕彰碑や記念碑のほか、墓碑として建てられたものが多く、著名な碑の相当数がこれに該当する。
張猛龍碑
正光3年（522年）建碑。魯郡（現在の山東省南部）の太守であった張猛龍の顕彰碑。
高貞碑
正光4年（523年）建碑。皇太子の侍従となったが夭折した高級貴族・高貞の墓碑。

### 磨崖
崖を磨いてそこに文字を刻んだもので、中国では碑に次いで多い形態の金石文である。北魏の書家・鄭道昭が領内視察の際に刻んだもの、また山の斜面や洞窟の外側に経文を刻んだものなどが有名である。
石門銘
永平2年（509年）の刻。漢中（現在の陝西省漢中一帯）から関中（現在の陝西省西安一帯）へ通じる道が西晋の滅亡により廃道になっていたのを復旧した際、竣工を祝って隧道に彫りつけた磨崖。
鄭文公碑
永平4年（511年）の刻。光州（現在の山東省東部）の刺史となった鄭道昭が、父の鄭羲を偲んで天柱山と雲峯山の2ヶ所に刻したもの。前者を「鄭羲上碑」、後者を「鄭羲下碑」という。「碑」と称するが磨崖である。
泰山金剛経
泰山の中腹に刻された金剛般若経の経文。1字の大きさが50センチ近くもある巨大なものである。

### 造像記
仏像を造る際、その目的や供養文、刻者の名前や年月を添えて彫った文。北朝では、仏教を国教化しており、磨崖仏が多く作られた。特に大々的なのが龍門洞窟であり、そこに刻まれた造像記が書蹟として珍重されている。
龍門二十品
太和19年（495年）から神亀3年（520年）にかけて刻された。数百ある龍門洞窟の造像記の中から優れたもの20点を選んだものである。

### 墓誌
墓碑を建てる代わりに石板に生前の業績や追悼文を刻み、棺と共に埋葬したもの。西晋で出た建碑に対する禁令を逃れるために編み出されたものといわれ、その後定着して北魏に大量に制作され唐代まで続いた。極めて数が多い。
刁遵墓誌（ちょうじゅんぼし）
熙平2年（517年）刻。高級貴族・刁遵の墓誌。
司馬昞墓誌
正光元年（520年）刻。西晋の武帝（司馬炎）の末裔・司馬昞の墓誌。
張黒女墓誌
普泰元年（531年）刻と見られる。中堅の官吏であった張玄の墓誌。「張玄墓誌」とも。

## 書風
北碑の書体は全て楷書である。ただし現代の楷書と異なり、極めて角ばった運筆（方筆）を多用し、鋭く雄渾な書体となっている。この書風は北碑特有のものであり、総称して「六朝楷書」と呼ばれている。
ただし同じ六朝楷書でも一様ではなく、龍門二十品の「始平公造像記」のように相当に荒削りなものから、刁遵墓誌のような洗練されたものまでいろいろである。また鄭文公碑は方筆主体の北碑の中で、丸く角のない運筆＝円筆によっており、南朝でものされた南帖の書法の影響が示唆され、この時代の南北朝間に全く文化交流がなかったわけでないことの証左となっている。
さらに時代が下って東魏・西魏以降になると直接的に南帖やそれに類する書蹟が流入するようになり、南帖の影響を強く受けて北魏の六朝楷書の特徴がかなり薄れたものも登場し始める。
また北碑は異体字や俗字の宝庫である。当時、目立った字体統一がなされていなかったためで、それだけで分厚い字典となるほどの種類があり、清代末の考証学者・羅振玉により『碑別字』という異体字字典が上梓されている。

## 研究と評価
隋の天下統一により南北の文化交流が自由となり、ほぼ煬帝の頃までには融合していた。
北碑で確立された六朝楷書の書法や書風も、その流れに乗って現在知られる楷書の成立に一役買った。しかし北碑そのものは異民族王朝やそこに仕えていた人々の造ったものであったため、中華思想の観点から価値のないものとして長きにわたり忘れ去られた。
その後清代に至り、考証学の発展により漢字研究の機運が高まる中、18世紀初頭頃から続々と北碑が出土し始め、そのレベルの高さと独特の書風に驚いた学者たちの注目が集まった。
阮元は「南北書派論」「北碑南帖論」として南北朝時代の書は南朝・北朝それぞれで単独発展したことを論じ、さらに模刻の連続でどこまでが本物か分からなくなってしまっている南帖よりも、金石に固定されてその当初の姿をよく留めている北碑を価値のあるものと断じた。この論を包世臣など当時の学者たちが絶賛したことによって北碑の地位は確固たるものとなり、学界の主流も北碑側に向いた。清末の康有為は阮元の理論を「完全に南北に書が分かれるわけではなく互いに影響があった」と修正する一方、やはり北碑の書蹟としての優秀性を認め、現在では書法研究や書道史研究、そして楷書の学書を行う上で、北碑は欠くべからざるものとして認識されている。
日本ではほとんど知られることはなかったが、明治13年（1880年）に清国公使の随員として来日した考証学者・楊守敬が、本国で散逸した文献類を買い集める資金を調達するために北碑の拓本を持参したことで伝来した。これを見た日下部鳴鶴・中林梧竹・巖谷一六は大きな衝撃を受け、以後の日本書道界に大きな影響を与えた。